# Infected Mushroom
Infected Mushroom ist eine israelische Psytrance/Indie/Psychedelicband, die 1999 von Erez Eisen und Amit „Duvdev“ Duvdevani gegründet wurde. Große Beachtung in der Goa-Szene erhielten sie 2000 mit dem Album Classical Mushroom.

## Karriere
Infected Mushroom wurde 2005 vom britischen DJ Magazine zu den 100 besten DJs (Platz 26) gewählt. 2006 erreichten sie Platz 12 und 2007 sogar Platz 9. Anfang 2006 zogen Infected Mushroom von Israel nach Los Angeles (USA), wo sie laut eigenen Aussagen bessere Möglichkeiten zum Zusammenarbeiten mit anderen Künstlern (auch außerhalb der Goa-Szene) vorfinden.
2007 komponierte die Band den Soundtrack für die damals neue Version 6 des Instant-Messaging-Programms ICQ.
Ihren Durchbruch in den USA hatten sie 2009 mit dem Album Legend of the Black Shawarma, das sie in die Top 10 der Dance-Album-Charts brachte.
Bekanntheit unter Computerspielern erlangte die Band, da das Lied Never Mind aus dem Album Army of Mushrooms als Intro in den Liveübertragungen des populären Spiels League of Legends verwendet wird.
Zum Gedenken an die Opfer des Massakers auf dem Supernova-Festival am 7. Oktober 2023 nahmen sie zusammen mit dem Sänger Omer Adam den Titel Dance Forever (hebräisch תרקוד לנצח) auf, der am 26. Oktober 2023 veröffentlicht wurde.

## Diskografie

### Alben
- 1999: The Gathering
- 2000: Classical Mushroom
- 2001: BP Empire
- 2002: Merlin
- 2003: Converting Vegetarians
- 2004: IM The Supervisor
- 2007: Vicious Delicious
- 2009: Legend of the Black Shawarma
- 2012: Army of Mushrooms
- 2015: Friends on Mushrooms
- 2015: Converting Vegetarians II
- 2017: Return to the Sauce
- 2018: IM21, Pt. 1
- 2018: Head of NASA and the 2 Amish Boys
- 2020: More than Just a Name
- 2022: IM25
- 2023: REBORN

### EPs
- 1999: Intelligate
- 2001: BP Empire
- 2001: Bust a Move
- 2001: Classical Mushroom
- 2002: Birthday
- 2013: Friends On Mushrooms, Vol. 1
- 2013: Friends On Mushrooms, Vol. 2
- 2014: Friends On Mushrooms, Vol. 3
- 2021: Shroomeez

### Singles
- 2001: B.P Empire
- 2002: Birthday
- 2003: Deeply Disturbed
- 2003: Songs From The Other Side
- 2004: Cities of the Future
- 2005: Stretched
- 2007: Becoming Insane
- 2009: Smashing the Opponent (feat. Jonathan Davis)
- 2009: Killing Time (feat. Perry Farrell)
- 2010: Killing Time: The Remixes feat. Perry Farrell
- 2010: Deck & Sheker
- 2011: Pink Nightmares
- 2012: U R So F****d
- 2013: Friends on Mushrooms, Vol. 1
- 2013: Friends on Mushrooms, Vol. 2
- 2014: Friends on Mushrooms, Vol. 3
- 2016: Liquid Smoke
- 2016: Nutmeg
- 2017: Spitfire
- 2019: Do It (mit Skazi und Mr. Black)
- 2020: Walking on the moon (Bad Computer Remix)
- 2020: Anything & Everything (Infected Mushroom Remix)
- 2020: Spitfire (Stonebank Remix)
- 2020: Hero (Infected Mushroom Remix)
- 2022: La Trib Ani Utruch (Infected Mushroom Remix)
- 2022: A Cookie From Space
- 2022: Black Velvet
- 2023: Dance Forever (feat. Omer Adam)